# Juan Carlos Arabían
Juan Carlos Arabián nació el 29 de octubre de 1936 en Buenos Aires. Era argentino de origen armenio. Se formó como pianista en el Conservatorio Nacional de Música "Carlos López Buchardo", donde fue discípulo de Nélida Molinari, Eugenio Bures y, especialmente, de Carmen Scalcione, quien a su vez fue alumna directa de Vicente Scaramuzza. Esta conexión ubica a Arabián dentro de la tradición técnica e interpretativa de la escuela pianística argentina desarrollada por Scaramuzza.
También recibió formación de Abraham Jurafsky en armonía, Roberto García Morillo y Carlos Suffern en historia de la música, y de Gilardo Gilardi y Roberto Caamaño en morfología musical. En 1956 obtuvo el título de Profesor Nacional de Música, y en 1960 el de Profesor Superior de Música, ambos con especialidad en piano.
Gracias a becas del Mozarteum Argentino, del Instituto Francés de Barcelona y del Gobierno Italiano, amplió su formación en Europa. Estudió con Sergio Lorenzi, Carlo Zecchi (en Roma y Taormina), María Canals y Pierre Barbizet (en Barcelona), Henry Gagnebin (en Suiza), Guido Agosti y Emma Contestabile (en el Conservatorio Santa Cecilia de Roma), especializándose en el repertorio de Claude Debussy y Maurice Ravel. También asistió a cursos y seminarios de perfeccionamiento en Marsella y otras ciudades europeas.

## Carrera como pianista
En 1960 fue seleccionado por la Comisión Honoraria del Teatro Colón para actuar como solista con la Orquesta Filarmónica de Buenos Aires. A lo largo de su carrera ofreció conciertos en importantes salas argentinas como el Teatro Nacional Cervantes, Teatro Coliseo, Teatro Argentino de La Plata, y Radio Nacional. También actuó en el extranjero: en la Casa Argentina en Roma, la Radio Vaticana, la Academia de Santa Cecilia, el Conservatorio de Marsella, el Teatro Solís de Montevideo y salas de Grecia y España.
Recibió premios y menciones en concursos nacionales e internacionales, como el Concurso "María Canals" en Barcelona (1966) y el Concurso "Ciudad de Enna" en Italia (1969).

## Docencia y legado
Arabián desarrolló una extensa labor docente en instituciones públicas como el Conservatorio Nacional "Carlos López Buchardo", el Conservatorio Municipal "Manuel de Falla" y el Conservatorio "Astor Piazzolla" de la Ciudad de Buenos Aires. También dictó clases magistrales, seminarios y conferencias en temas de técnica pianística e interpretación del repertorio clásico y moderno.
Entre sus alumnos, se destaca el pianista Nelson Goerner, quien declaró haber estudiado con Arabián luego de formarse con Jorge Garrubba, antes de perfeccionarse en Europa.
Otros discípulos mencionados en la bibliografía especializada incluyen a Beatriz Feldman, Alejandro Labastía, Manuel Burgueras, Alfredo Corral, Tomás Ballicora, Santiago Andrés Cano, Fernando Carro, Alberto Bohbouth, Emiliano Turchetta, Juan Manuel Pietranera, Alberto Sebastián Trimeliti, Natalia Suriano, Aldo Ayala, Dante Anzolini, Ignacio Ares, José María Brusco, Facundo Bericat, Leonardo Boccaccio, Andrea Cruz Fostik, María Fernanda Ferronato, Abel Ghelman, Selva Ferrari, Lorena Mainero, Carlos Matteo, Ana María Mondolo, Jorge Motto, Eduardo Cazabán Debat, Raúl Otero, Gabriela Lodigiani, Claudia Pibernat, Verónica Santangelo, Myriam Mónica Tokumura y Ana Cecilia Wanceublen.
Arabián fue parte de la tradición pedagógica iniciada por Vicente Scaramuzza, a través de su formación con maestros pertenecientes a esa escuela. Su alumno Nelson Goerner lo mencionó como uno de los discípulos de Scaramuzza, destacando su enfoque sobre el sonido y el ideal pianístico.

## Escuela pianística
Juan Carlos Arabián formó parte de la tradición de la escuela pianística argentina originada por Vicente Scaramuzza, uno de los pedagogos más influyentes del siglo XX en América Latina. Esta escuela se caracterizaba por una atención meticulosa al sonido, la relajación corporal y la expresividad como elementos centrales de la técnica pianística.
Su discípulo Nelson Goerner ha señalado: “Me considero un poco nieto de Vincenzo Scaramuzza. Scaramuzza y sus discípulos (como mis maestros Jorge Garrubba, Juan Carlos Arabian, Carmen Scalcione) tenían un ideal sonoro que me marcó profundamente”.
A través de su labor docente y sus numerosos alumnos, Arabián contribuyó a la transmisión de esta tradición interpretativa, influenciando a una generación de pianistas argentinos tanto en el país como en el exterior.

## Reconocimientos
- Primer Premio del Centro de Profesores Egresados del Conservatorio "Carlos López Buchardo" (1961).
- Diploma de Honor en el Concurso Internacional "María Canals" (1966).
- Diploma de Honor en el Concurso Internacional "Ciudad de Enna" (1969).
- Distinción del Consejo Argentino de la Música (CAMU) por su labor docente (1972).
- Reconocimiento de la Asociación de Críticos Musicales por su trayectoria pedagógica (2001).[12]